# Casa Batlle

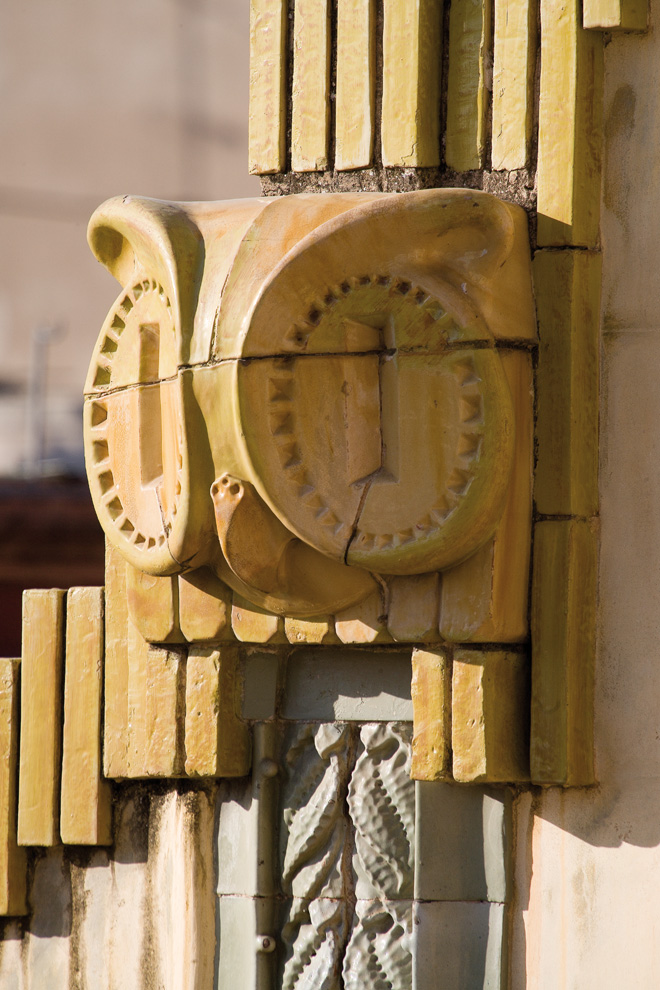
Detall dels mussols del coronament de la Casa Batlle

La Casa Batlle és un edifici del municipi de Girona que forma part de l'Inventari del Patrimoni Arquitectònic de Catalunya. Va ser reformat per l'arquitecte gironí Rafael Masó i Valentí, entre 1908 i 1910.

## Descripció
L'edifici presenta façana a tres carrers i s'organitza en planta baixa, quatre pisos i terrat. L'acusada verticalitat al carrer Fontanilles palesa una clara influència de l'arquitectura austríaca del moment. Un aspecte formal remarcable és la coronació de l'edifici, amb una balustrada ondulada amb figures geomètriques i mussols, decoració típicament modernista, de caràcter simbòlic escollida per l'arquitecte com a referència a la saviesa i la paciència. Els murs són d'obra estucada, mentre els acabats foren realitzats amb ceràmica., a l'obrador de la fàbrica La Gabarra de La Bisbal.

## Història
La Casa Batlle, una de les primeres obres de Rafael Masó, és la reforma d'un edifici ja existent en el segle xix, no obstant això, l'arquitecte va abandonar el projecte abans que s'acabessin les obres per discrepàncies amb el propietari. Les tribunes del carrer Sant Francesc foren afegides posteriorment. Altres modificacions han estat la modificació del segon pis de la tribuna del carrer Nou i la destrucció dels baixos.